# Волочаевская битва (панорама)
Панорама «Волочаевская битва» — одна из пяти панорам России.
На панораме изображены события 12 февраля 1922 года — второй штурм сопки Июнь-Корань в ходе Волочаевского сражения, одного из важнейших этапов Гражданской войны на Дальнем Востоке.
Волочаевское сражение развернулось 5-14 февраля 1922 года в районе станции Волочаевки в 55 км от Хабаровска на площади около трёх тысяч гектаров. В ходе битвы Народно-революционная армия Дальневосточной Республики прорвала оборону частей Белоповстанческой армии под командованием генерала В. М. Молчанова, состоявших в основном из бывших колчаковских и семёновских войск.
Панорама представляет собой художественное полотно размером 43×6 м; расположена в круглом зале специально построенного здания Хабаровского краевого музея им. Н. И. Гродекова. Авторы панорамы — московские баталисты Сергей Дмитриевич Агапов и Анатолий Андреевич Горпенко. Работа продолжалась четыре года. Панорама была открыта 30 апреля 1975 года .Открытие панорамы было приурочено к 50-летию окончания Гражданской войны и интервенции в России. Панорама входит в состав экспозиции «Военные конфликты и Гражданская война на Дальнем Востоке России (конец XIX в. — .)», внесена в Международную энциклопедию музейных панорам.
Для более точного воспроизведения исторического окружения во время написания полотна на Волочаевской сопке были фрагментарно воссозданы оборонительные рубежи белоповстанцев, проводились специальные манёвры с участием инженерной роты и бывших участников Волочаевского боя. В качестве военного консультанта был привлечён полковник А. С. Сысоев.
|  |  |